# Beaux

Beaux este o comună în departamentul Haute-Loire, Franța. În 2009 avea o populație de 792 de locuitori.